# امیرقاسم اشراقی
امیرقاسم اشراقی وزیر پست و تلگراف ایران در زمان محمدرضا پهلوی بود.
از دانشجویانی بود که در اوائل سلطنت رضا شاه به اروپا فرستاده شدند. پس از تحصیل در زمینه تلگراف و بی‌سیم در آلمان به ایران بازگشت و به استخدام وزارت پست و تلگراف درآمد.  مدارج ترقی را در این وزارت‌خانه طی کرد و به مدیرکلی و معاونت وزیر رسید.
در تیر ۱۳۲۹ که سپهبد رزم‌آرا دولت تشکیل داد، اشراقی را سرپرست و در شهریور ماه وزیر پست و تلگراف کرد. او این سمت‌را بعدها در کابینه‌های حسین علاء و منوچهر اقبال نیز داشت.